# Hang băng Dobšinská
Hang băng Dobšinská (tiếng Slovak: Dobšinská ľadová jaskyňa; tiếng Hungary: Dobsinai-jégbarlang) là một hang động băng ở Slovakia, nằm gần thị trấn khai thác mỏ Dobšiná ở dãy núi Slovak Paradise. Kể từ năm 2000, hang băng Dobšinská đã được UNESCO công nhận là Di sản thế giới như một phần của Các động Aggtelek Karst và Slovak Karst.
Những vị khách nổi tiếng từng đến thăm hang băng có thể kể đến như: Hoàng tử Augustus, Công tước Sachsen-Gotha-Altenburg và vợ (1872); Ferdinand de Lesseps, tổng công trình sư của kênh đào Suez nổi tiếng; hội nhà văn Pháp (1884), Sa hoàng người Bulgaria Ferdinand I (1890); và nhà thám hiểm Fridtjof Nansen (1900).

## Lịch sử
Hang băng Dobšiná được phát hiện vào ngày 15 tháng 6 năm 1870, bởi kỹ sư khai thác mỏ hoàng gia Jenő Ruffinyi, cùng với Gustáv Lang và Andrej Mega, mặc dù cửa hang đã được những người chăn cừu và thợ săn gọi là Studená diera (Hố lạnh) từ thời xa xưa. Một năm sau khi được khám phá ra, hang băng đã được mở cửa cho công chúng vào tham quan. Năm 1887, hang băng Dobšiná trở thành hang động đầu tiên được thắp sáng bằng điện tại Châu Âu.

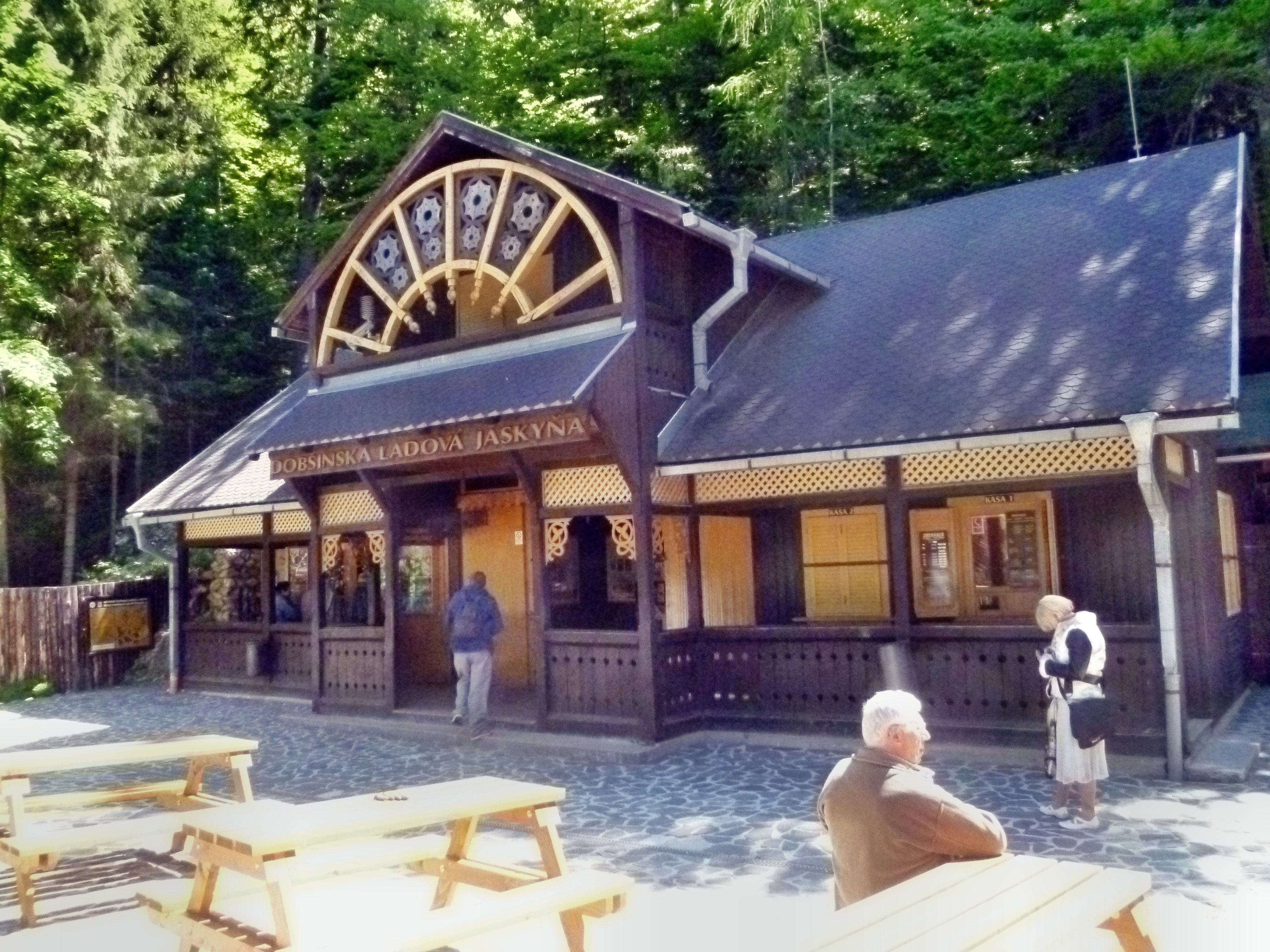
Lối vào hang băng Dobšiná

Tính đến thời điểm hiện tại, 7.171 mét vuông trong diện tích 8.874 mét vuông được biết đến của hang động, được báo cáo là đã bao phủ trong băng giá. Hang băng Dobšiná được xếp vào những hang băng quan trọng nhất trên thế giới do tổng khối lượng băng ước tính vào khoảng 125.000 mét khối, còn độ dày của lớp băng trong hang lên tới 26,5 m.
Từ nền hang động đi ra là cửa hang quay mặt về hướng bắc. Điều này khiến hang động đóng băng nhanh chóng hơn vào mùa đông do có không khí lạnh tràn vào từ phía cửa hang. Mặt khác, vào mùa hè, do có hơi lạnh từ bên trong thổi ra ngăn cho băng không bị tan chảy. Vì vậy, nhiệt độ trung bình của hang băng luôn duy trì ở mức 0 độ C. Hang động đóng băng vì chu kỳ này lặp lại trong nhiều thế kỷ. Hang băng Dobšiná được xác định có niên đại khoảng 250.000 năm tuổi.
Hang băng nằm ở độ cao 130 m so với mực nước của sông Hnilec, còn cửa hang ở độ cao 971 m. Tổng chiều dài của hang là 1.491 m (theo một số nguồn khác, độ dài của hang là vào khoảng 1.232 m), trong đó có 475 m cộng với 43 m cá thể mở cửa cho công chúng tham quan từ tháng 5 đến tháng 9 hàng năm.